# Fallal szemben
A Fallal szemben (németül: Gegen die Wand; törökül: Duvara Karşı) 2004-ben bemutatott német-török filmdráma, melyet Fatih Akın írt és rendezett.

## Rövid történet
A film egy Németországban élő, török bevándorló férfi és nő szenvedélyes kapcsolatát mutatja be.

## Díjai
- Legjobb európai film és közönségdíj a 2004-es Európai Filmdíj-on.
- A legjobb filmnek járó aranymedve díj az 54. Berlini Nemzetközi Filmfesztiválon (BIFF) 2004. február 14-én.
- A legjobb színésznőnek járó aranyérem a Deutscher Filmpreis rendezvényén, 2004. június 18-án
- Quadriga-díj 2004. október 3-án Berlinben.
- A legjobb déli filmnek járó Ezüst tükör-díj az Oslói Filmfesztiválon 2004. október 16-án.
- Közönségdíj a 9. Festival de Cine rendezvényen, Sevillában (Spanyolország).
- Arany Bambi díj az 56. Bambi-Verleihung fesztiválon Hamburgban, 2004. november 19-én
- 2003-2004 legjobb filmjének járó díj a Lipcsei Filmfesztiválon
- Legjobb európai filmnek járó díj a 2004-es European Film Prize rendezvényen, 2004. december 11-én, Barcelonában